# ذي ذين (المخادر)

تعديل مصدري - تعديل

ذي ذين محلة تابعة لقرية مشرعة، التابعة لعزلة الصفي بمديرية المخادر إحدى مديريات محافظة إب في الجمهورية اليمنية، بلغ تعداد سكانها 42 حسب تعداد اليمن لعام 2004.